# Live at Perkins Palace
Live At Perkins Palace est une vidéo de Phil Collins sortie en 1983 et réalisée par Ken Ehrlich.
Cette vidéo est un enregistrement de son concert donné au Perkins Palace de Pasadena (États-Unis, Californie) le 19 décembre 1982 dans le cadre de sa tournée 1982/1983 (Hello I Must Be Going Tour)
Les titres y figurant sont : I Don't Care Anymore, I Cannot Believe It's True, Thru These Walls, I Missed Again, Behind the Lines, The Roof Is Leaking, The West Side, In the Air Tonight, You Can't Hurry Love, It Don't Matter To Me, People Get Ready.